# Angaribia kunenensis
Angaribia kunenensis is een pissebed uit de familie Eubelidae. De wetenschappelijke naam van de soort is voor het eerst geldig gepubliceerd in 1924 door Barnard.